# Friedrich Christoph Perthes

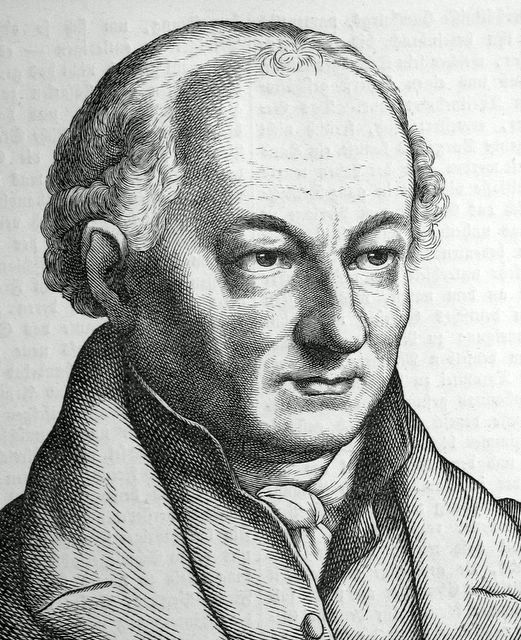
Friedrich Christoph Perthes

Friedrich Christoph Perthes (Rudolstadt, 21 april 1772 - Gotha, 18 mei 1843), Duits boekhandelaar en uitgever, neef van Justus Perthes en oom van de Duitse chirurg Georg Clemens Perthes.
Op vijftienjarige leeftijd ging hij als leerling in dienst bij Adam Friedrich Bohme, een boekhandelaar in Leipzig, voor een periode van zes jaar. In 1793 vestigde Perthes zich in Hamburg als assistent van de boekhandelaar Benjamin Gottlob Hoffmann. Hij startte in 1796 een eigen boekhandel, in 1798 ging hij samenwerken met zijn schoonbroer, Johann Heinrich Besser (1775-1826). Door zijn huwelijk met een dochter van de dichter Matthias Claudius in 1797, kwam Perthes in contact met een groep protestantse schrijvers, die een sterke invloed uitoefende op de ontwikkeling van zijn geloofsovertuigingen. Deze invloed heeft hem niet weerhouden om op goede voet te staan met enkele vooraanstaande rooms-katholieke auteurs.
Perthes was een vurig patriot; tijdens Napoleons autocratie onderscheidde hij zich door zijn constante weerstand tegen Franse pretenties. Zijn ijver voor de nationale zaak leidde hem, in 1810-1811, tot een publicatie van Des deutsche Museum, waaraan vele Duitse publicisten hun bijdrage leverden. De Fransen maakten het Perthes voor enige tijd onmogelijk om te leven in Hamburg. Toen hij in 1814 toch terugkeerde, merkte hij dat zijn zaak achteruitgegaan was. Wanneer in 1821 zijn vrouw stierf, verliet hij Hamburg, liet zijn zaak over aan zijn zakenpartner en verhuisde naar Gotha, waar hij uiteindelijk een van de eerste uitgeverijen in Duitsland vestigde. Het was dankzij hem dat, in 1825, de Borsenverein der deutschen Buchhandler (Unie van Duitse boekhandelaars) in Leipzig werd opgericht. Toen de eerste steen van het gebouw van de unie werd gelegd in 1834, werd Perthes ereburger van de stad Leipzig. In 1840 gaf de Christian Albrechts-Universiteit hem de graad van doctor in de filosofie.